# Idioma nórico
La lengua nórica o nórico era una lengua celta continental. Se supone que se hablaba en la región de la posteriormente constituida provincia romana de Nórico. Solo está atestiguada por dos inscriciones fragmentarias que no ofrecen suficiente información para sacar de ellas demasiadas conclusiones sobre la natureza y características de esta lengua.

## Inscripciones

### Inscripción de Ptuj
La inscripción Ptuj, descubierta en 1894, está escrita de derecha a izquierda en alfabeto etrusco y se lee

ARTEBUDZBROGDUI

que es interpretada como dos nombres personales: Artebudz [hijo de] Brogduos. El nombre Artebudz puede significar  «pene de oso», mientras Brogduos puede contener el elemento brog-, mrog-, «país». Asimismo, la inscripción también puede ser interpretada como Artebudz [hizo esto para] Brogdos, con el segundo nombre en el dativo.

### Inscripción de Grafenstein
La inscripción Grafenstein, sobre una losa del siglo II d. C. que fue descubierto en una gravera en 1977, está incompleta, pero la parte existente ha sido transcrita así:

MOGE · ES[
P· II- LAV · EX[
ṆE · SAḌỊÍES[
OLLO · SO · VILO[
ỌNẠ    C[…]

OLLO · SO · ? [
P LṾGNṾ · SI

Aquí, Moge parece ser un nombre personal o la abreviatura de unp, P · II-lav una abreviatura latina indicando un peso, ne sadiíes una forma verbal posiblemente quiere decir «no pones», ollo son quizás «esta cantidad», y Lugnu otro nombre personal. El texto por lo tanto puede ser un registro de algún tipo de la transacción financiera.
También se han propuesto otras lecturas de la inscripción, por ejemplo:

MOGE · ES+[---]
PET(?) LAV · EX[---]
NE · SAMES[---]
OLLO · SO · VILO ·[---]
ONA O(?) + ++

OLLO · SO ·+
+ LVGNI · SI

y

MOGV · CISS [---
PETILAV · IEX[---
NE · SADIIES[---
OLLO · SO · VILO ·[---
ONA DOM...OC[

OLLO · SO · VIA .[
ILVGNV.SI[